# Vaszíliosz Aposztolópulosz
Vaszíliosz Aposztolópulosz (görögül: Βασίλειος Αποστολόπουλος, Athén, 1988. augusztus 13. –) görög labdarúgó, jelenleg a Aittitos Spata hátvédje.

## Pályafutása
2011 nyarán érkezett a Videoton FC csapatához, akkor 2012. május 31-ig szóló szerződéssel, amit 2012 májusában meg is hosszabbítottak 1 évvel.